# Новопичугово
Новопичугово — село в Ордынском районе Новосибирской области России. Административный центр Новопичуговского сельсовета.

## География
Площадь села — 128 гектаров.

## Население
| 2002 | 2007  | 2010  | 2012  | 2013  | 2014  | 2015 |
| ---- | ----- | ----- | ----- | ----- | ----- | ---- |
| 1123 | ↗1195 | ↘1006 | ↗1041 | ↘1018 | ↗1020 | ↘998 |
| 2016 | 2017  | 2018  | 2019  | 2020  | 2021  |      |
| ↘979 | ↗991  | ↗1013 | ↗1030 | ↗1033 | ↗1035 |      |

## Инфраструктура
В селе по данным на 2007 год функционируют 1 учреждение здравоохранения и 2 учреждения образования.